# Інквізиційний процес Жанни д'Арк

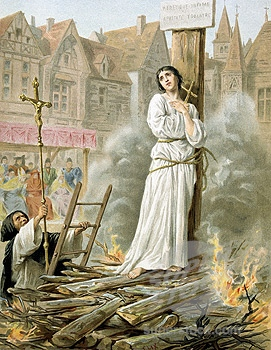
Спалення Жанни д'Арк. Листівка XIX віку

Інквізиційний процес Жанни д'Арк проходив у Руані у січні-травні 1431 року під головуванням П'єра Кошона, єпископа Бове. Жанна була визнана винною за всіма основними пунктам звинувачення як віровідступниця і єретичка, після чого спалена на багатті.
Підсумки процесу були переглянуті на реабілітаційному процесі 1455—1456 років, і у липні 1456 року постановою папи Калікста III вирок визнаний юридично нікчемним.

## Передісторія процесу

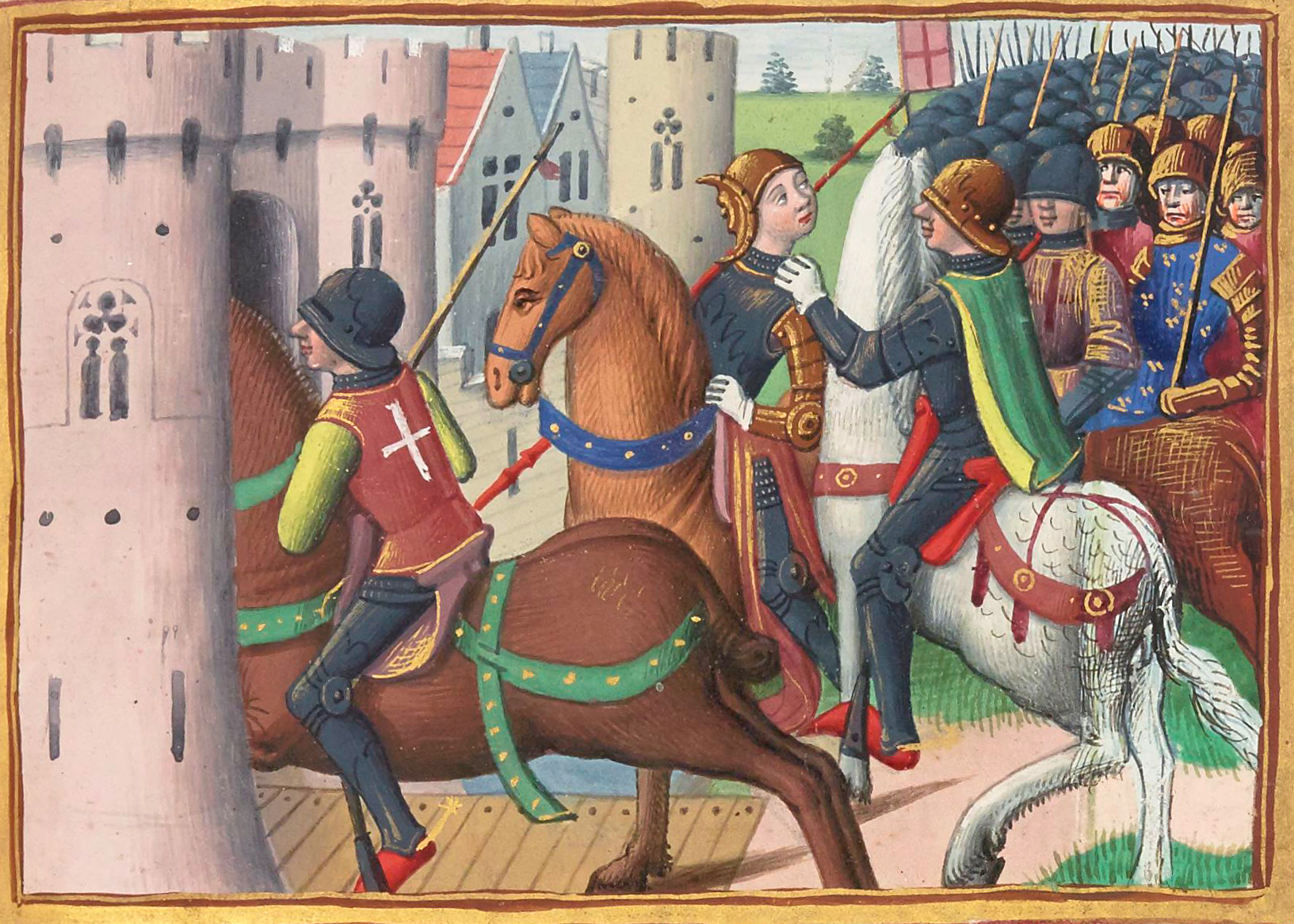
Жанну везуть під конвоєм. Мініатюра з «Вігілій короля Карла VI»

23 травня 1430 року в результаті зради Жанна д'Арк потрапила в полон до графа Жана II Люксембург-Лін'ї, васала Філіппа III, герцога Бургундії. Її утримували в Больйо-ле-Фонтен і Боревуар (липень-листопад). Вже 26 травня головний вікарій інквізитора у справах віри з Парижа написав герцогу Бургундського, вимагаючи передати Жанну церковному суду. Єпископ Бове П'єр Кошон, на території дієцезії якого була полонена Жанна, з серпня 1429 року перебував в Руані, місце архієпископа якого було вакантне. 14 липня єпископ звернувся до герцога Бургундського, просячи від імені короля Англії і Франції Генріха VI передати Жанну і обіцяючи компенсацію в 10 000 франків. В свою чергу герцог Бургундський тиснув на свого васала, вимагаючи передати Жанну йому. Деякий час граф Люксембург-Лін'ї коливався, але зрештою погодився на умови.
23 грудня, після переговорів і досягнення угоди, Жанну привезли в Руан, де її помістили під варту в вежу tour de la Pucelle  Руанського замку. Грамота від імені Генріха VI від 3 січня 1431 року передавала її під юрисдикцію єпископа Бове, який повинен був провести процес над нею.

## Суддівський корпус

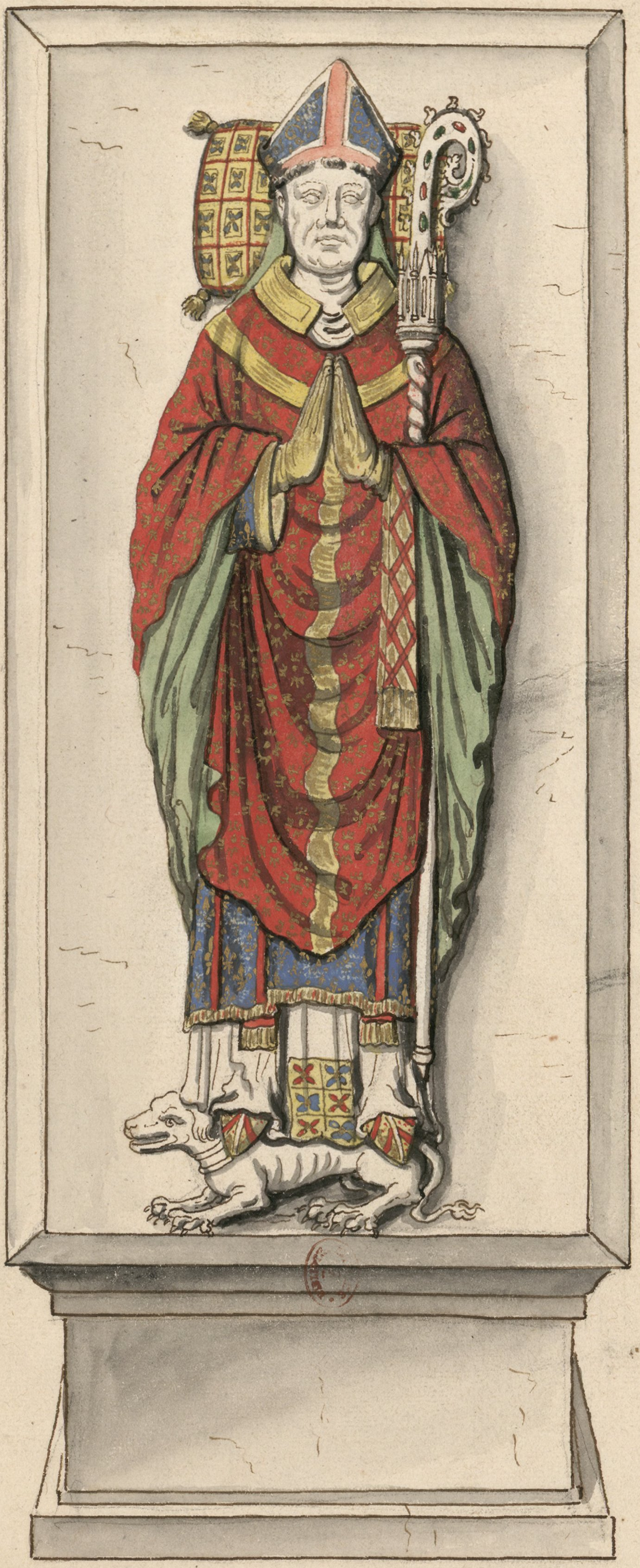
Надгробний камінь П'єра Кошону. Капела Св. Марії, Лізьє

- П'єр Кошон — магістр мистецтв, ліценціат канонічного права. Один з найвидатніших теологів Паризького університету, радник на службі Філіпа Доброго, герцога бургундського. Суддя.
- Жан Леметр — бакалавр теології, пріор домініканського монастиря Сен-Жак в Руані, з 21 березня 1424 року — намісник інквізитора Франції в руанській дієцезії. Всіма силами намагався ухилитися від участі в такому небезпечному процесі, посилаючись на те, що Кошон веде його в якості єпископа бовеського і Жанна захоплена була на території саме бовеській дієцезії. Змушений був все ж бути присутнім на засіданнях в якості судді починаючи з 13 березня за прямим наказом інквізитора Франції Жана гравер, який поклав на підлеглого місію, небажану для нього самого. Після закінчення процесу безслідно зник[2]. Номінальний суддя.
- Жан Естіво (або Етив), канонік Бове і Байє, близький друг і соратник Кошону. Звернув на себе увагу розпусною поведінкою і відвертою ненавистю до Жанни д'Арк, за що отримав догану від графа Уоріка. Незабаром після страти Жанни потонув у болоті. Прокурор-фіскал на процесі.
- Жан де ла Фонтен — магістр мистецтв, ліценціат канонічного права. За своє співчуття до полонянки отримав від Кошону різку догану, що була практично незавуальованою загрозою. Остаточно посварившись з останнім, перестав з'являтися на засіданнях після 27 березня. Зник безвісти. Радник з допиту свідків.
- Гійом Коль, прозваний Буагільом — священик церкви Нотр-Дам-ла-Ронд в Руані, пізніше церкви Лакутюр-де-Берні в Лисиче. Писар і нотаріус інквізиції. Свідчив на процесі реабілітації. Нотаріус.
- Гійом Маншон — священик церкви Сент-Ніколя-ле-Пентер в Руані. Один з двох міських нотаріусів Руана. Пізніше також був присутній на процесі реабілітації, де свідчив проти Кошону, розкривши серед іншого інтриги, якими супроводжувався процес. Нотаріус, перекладач матеріалів процесу на латинську мову.
- Жан Массьуо — священик, синдик руанської дієцезії. Свідчив під час процесу реабілітації. Судовий виконавець[3].

## Попереднє слідство

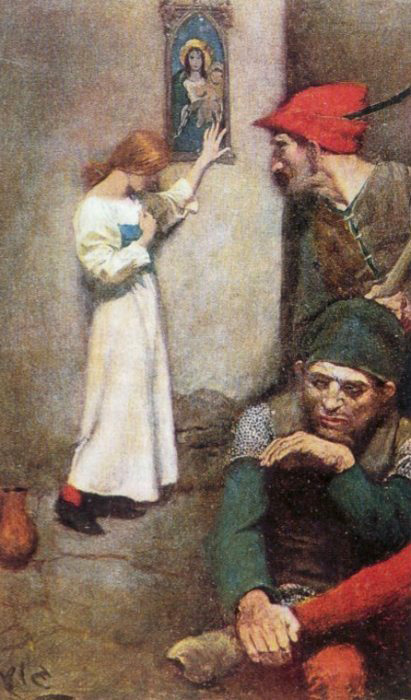
Говард Пайл. «Жанна д'Арк у в'язниці»

9 січня почався процес, в цей день опитували жителів Домремі і Вокулер, 13 січня оголошувалися зібрані відомості.
13 лютого посадові особи були приведені до присяги. Представником і радником для допиту свідків був призначений Жан де Ла Фонтен, діловодом — Жан д'Естіве, судовим приставом — Жан Массьуо, нотаріусами — Гійом Буагійом і Гійом Маншон.

## Публічні засідання
На засіданнях в королівській каплиці Руанського замку були присутні 15 докторів священної теології, 4 доктори канонічного права, 1 доктор обох прав, 7 бакалаврів теології, 11 ліценціатів канонічного права, 4 ліценціата цивільного права. За участь в процесі вони отримували винагороду.
Приведена на перший же публічний допит, полонянка аж ніяк не втрачала присутності духу, і негайно після виходу з в'язниці, якщо вірити звіту судового виконавця Жанна Массьуо, зажадала, щоб в суді над нею "брали участь як то богослови що тримають сторону короля французького так і тримають сторону короля англійського ", але з причин цілком зрозумілого характеру, суд не звернув на це прохання ніякої уваги. Не була задоволене також і друге прохання — дозволити затриманій бути присутньою на месі, відхилена протестом прокурора Естіво. Втім, недопущення підсудного до «божественних служб» відповідало звичаям того часу.
Коли від Жанни зажадали принести присягу, вона заявила, що буде говорити правду, але нікому не стане розповідати про власні одкровення.
Згідно з формальностями, визначеними законом того часу для розслідування справ про віру, підсудний повинен був назвати своє ім'я, місце народження, вік, перерахувати імена родичів тощо. Цьому ж було повністю присвячене перше засідання. Всього під час першого допиту (21 лютого) Жанна відповіла на 9 питань, виконавши всі формальності, причому підсудній була негайно поставлена пастка — Кошон попросив її прилюдно прочитати «Отче Наш» (Pater Noster) (якщо вірити латинської версії протоколу — також Ave Maria) — при тому, що за інквізиційними правилами будь-яка помилка або навіть випадкова запинка під час читання молитви могла бути витлумачена як визнання в «єресі». Жанна з честю зуміла вийти з положення, запропонувавши Кошону зробити це під час сповіді — як духовна особа, єпископ не міг їй відмовити, і в той же час за церковними ж законами був би змушений зберігати в таємниці все почуте ним. Кошон продовжував наполягати, запропонувавши їй прочитати молитву таємно в присутності виділених для цього «кількох шанованих людей, які знають галликанську мову», але Жанна продовжувала стояти на своєму, вимагаючи від цих посланців вислухати молитву виключно під час сповіді, вигравши таким чином першу дуель.

Полонянка потім попросила звільнити її від ножних ланцюгів, на що єпископ відповів, що цей захід «вимушений», і запропонував їй в обмін дати клятву не залишати в'язницю, пригрозивши, що в іншому випадку вона буде визнана винною в єресі. Відповідь Жанни, збережена латинської версією, звучала наступним чином: 
Справді, я поривалася і пориваюся нині бігти, як то личить будь-якій людині, Яку утримують у в'язниці як бранця.

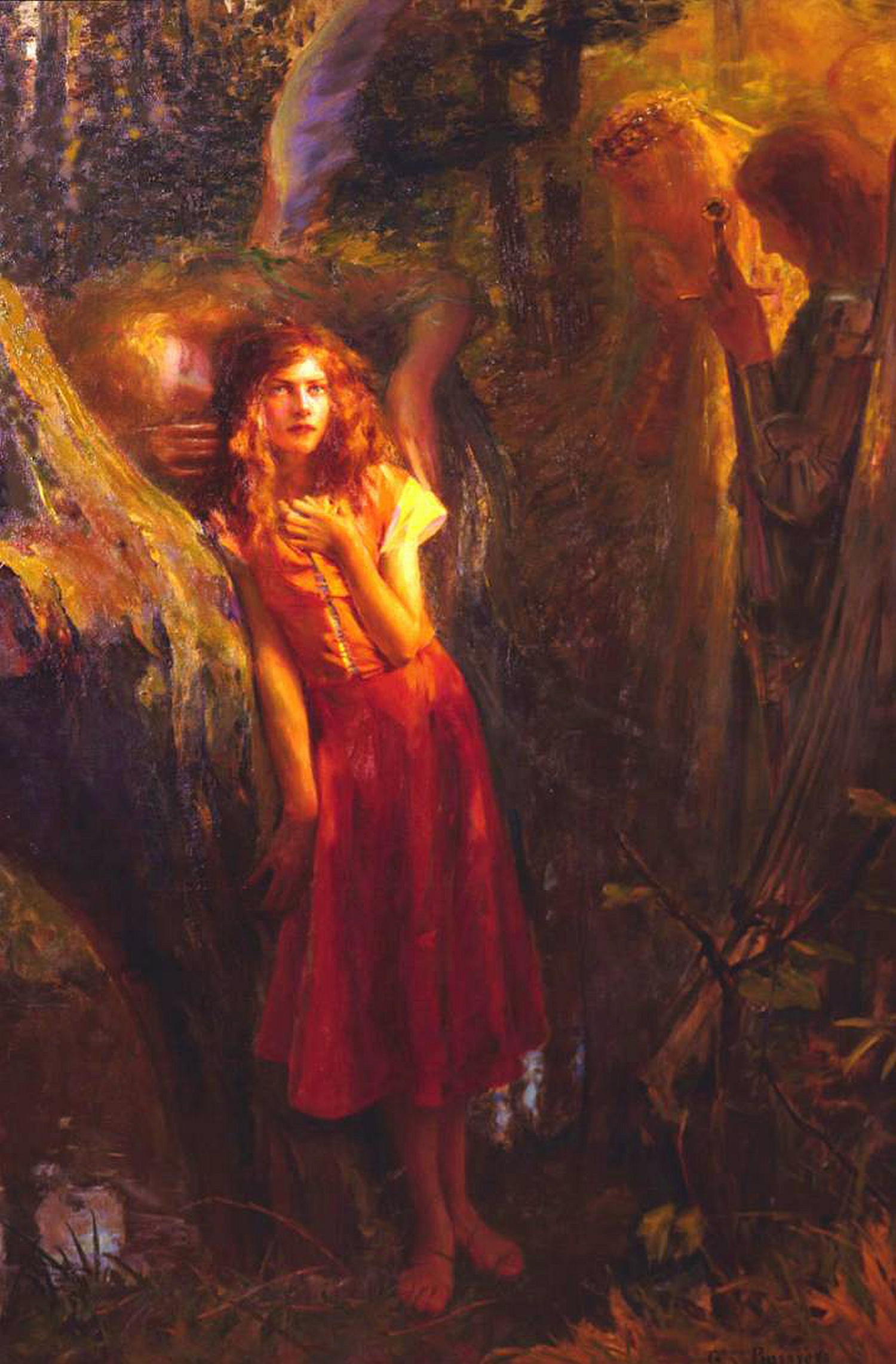
Жанна чує голоси святих. Гастон Бюссьєр, 1908 рік

На другому засіданні 22 лютого Жанна відповіла на 12 питань, розповівши про своє дитинство, про те, як вперше почула «голос від Бога» (без уточнень, від кого він надходив), про свою поїздку до Вокулера, зустрічі з Робером де Бодрікур і герцогом Лотарингським, поїздки і зустрічі з королем Карлом в Шинон.
На третьому засіданні 24 лютого Жанна відповіла на 32 питання. Перша їх група стосувалася тих голосів, які вона чула в той день і напередодні, які радили їй відповідати сміливо. Друга група питань стосувалася її юності, особливо докладно вона розповіла про Дерево фей.
На четвертому засіданні 27 лютого Жанна відповіла на 53 питання. Почалася розмова з голосу, який вона чула в останні дні. Потім Жанна розповідала про голоси святих, вперше назвавши їх імена: Свята Катерина, Свята Маргарита і Святий Михайло. Також вона згадувала про те, як клірики в Пуатьє вже допитували її три тижні, відповіла на кілька запитань про чоловічій одяг, розповіла про свої мечі (включаючи історію з мечем з церкви Сен-Катрін-де-Фьербуа) і свій штандарт, про похід на Орлеан і своє поранення.
На п'ятому засіданні 1 березня Жанна відповіла на 51 питання. Її питали про лист графа д'Арманьяка, який цікавився у неї, хто з трьох пап є істинним, і вона відповіла, що вірить у папу, який перебуває в Римі. Після Жанна передбачила, що не пройде й семи років, як англійці зазнають велику втрату у Франції і втратять все. Багато питань стосувалися зовнішнього вигляду і дій святих Маргарити, Катерини і Михайла.
На шостому засіданні 3 березня Жанна відповіла на 56 питань. Її питали про ангелів (поставивши теологічне питання, чи вірить вона, що Бог створив їх у фізичній формі, на що Жанна відповіла ствердно), про її чоловічий одяг і про те, чи пропонували їй надіти жіноче; про її вимпели; про те, чи замовлялися служби та меси на її честь або її образи; про брата Рішара; за дитину з Ланьї, яка воскресла по її молитві, але потім відразу померла; про Катерину з Ла-Рошелі, яка також претендувала на статус візіонерки; і про спробу Жанни втекти, яку вона зробила, зістрибнувши з вежі Боревуар.
Після цього публічні засідання завершилися, єпископ зібрав суддів та, вивчивши матеріали справи, вирішив приступити до подальших допитів.

## Закриті засідання
Наступні допити проходили в камері в Руанському замку, їх вів Жан де Ла Фонтен за дорученням єпископа Бове, були присутні ще кілька людей.
10 березня Жанна відповіла на 22 питання. Вони стосувалися обставин її полону, її штандарта, коней і грошей, які вона мала у своєму розпорядженні. Також вона розповіла про знак, який ангел дав її королю, розкривши лише окремі деталі (це питання їй було поставлене 1 березня, але в той день вона не відповіла).

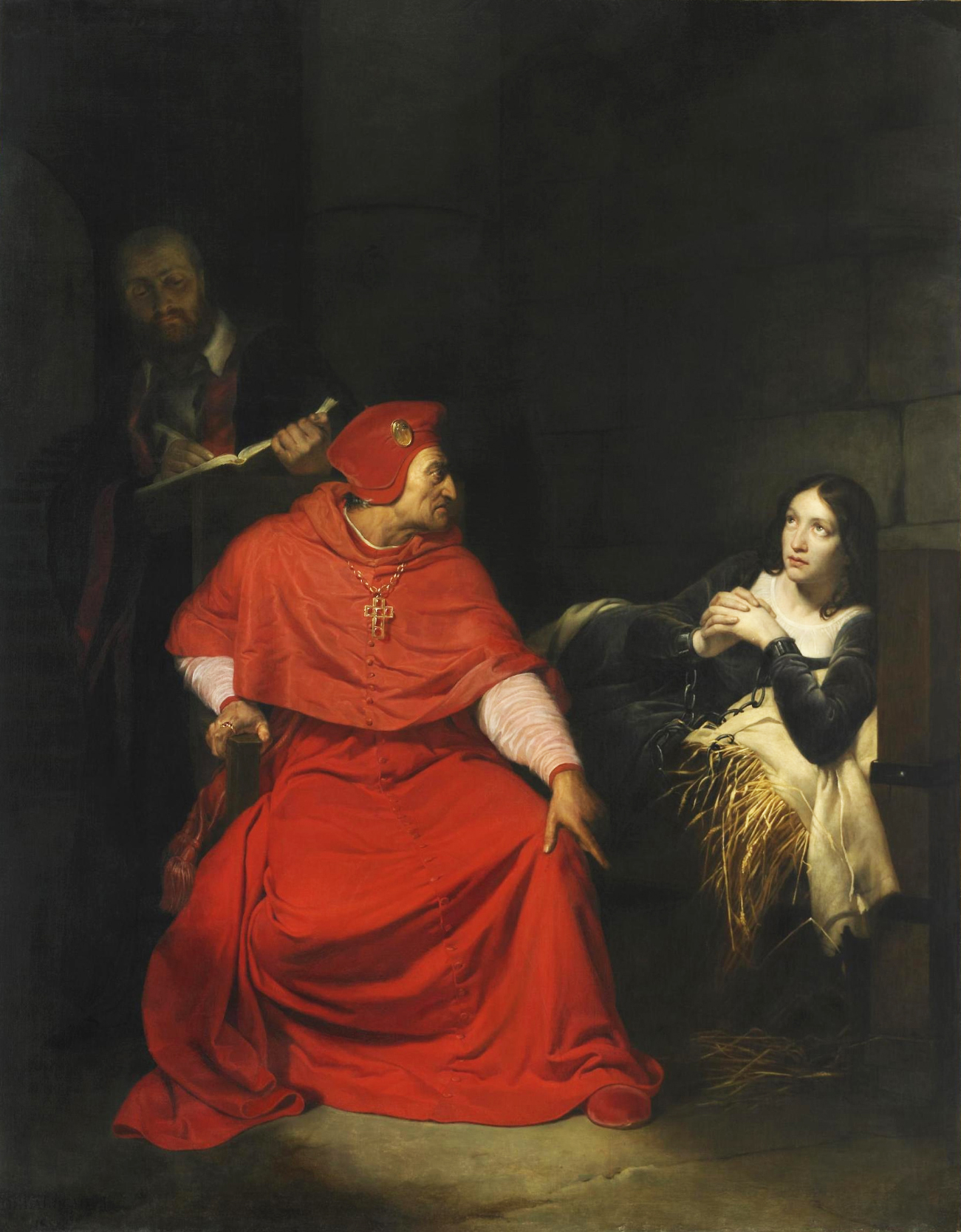
Жанна і кардинал Вінчестерський. (Поль Деларош, 1824 рік)

12 березня її допитували двічі, і вона відповіла на 24 питання. Вони стосувалися знака королю, видінь святих, вона розповіла про своїх батька і матір (включаючи сон батька про можливий відхід Жанни), а також плани звільнити герцога Орлеанського.
13 березня вона відповіла на 31 питання. Жанна нарешті розповіла, що цим знаком була корона, яку, за її словами, ангел приніс з небес у покої Карла в Шинонський замку, велика частина питань того дня стосувалися цієї події, а ще кілька — деталей військових кампаній.
14 березня її допитували двічі, вона відповіла на 18 питань. Вони стосувалися її стрибка з вежі Боревуар, деталей бесід зі святими. Коли Жанна сказала, що свята Катерина пообіцяла їй, що вона потрапить до раю, Жанні нагадали про те, як був страчений за її наказом Франк д'Аррас, а також про те, що вона забрала коня у єпископа Санліського, влаштувала штурм Парижа в день свята і носить чоловічий одяг. Жанна відкинула твердження в гріховності таких вчинків, наполягаючи, що Франк д'Аррас був вбивцею і страчений за вироком суду Ланьї, за коня єпископ отримав розписку, а чоловічий одяг вона одягла за велінням Бога.
15 березня Жанна відповіла на 27 питань. Її питали, чи вважає вона допустимим втекти з в'язниці, і вона відповіла ствердно. Також її запитали, чи готова вона надіти жіночу сукню, якщо хоче відслухати месу, але вона заявила, що заприсяглася королю не знімати свого [чоловічого] одягу. Інші питання стосувалися того, чи готова вона підкоритися волі церкви, а також деталей бесід зі святими, і того, як вона змогла б відрізнити ангела від демона.
17 березня Жанну допитували двічі, вона відповіла на 48 питань. Вони стосувалися її ставлення до Церкви, її чоловічого одягу, бесід зі святими (яких вона обіймала, і ті благоухали), її обладунків та штандарта, а також використання назв «Ісус Марія». Крім того, Жанну запитали, чи ненавидить Бог англійців, на що вона відповіла, що про це нічого не знає, але впевнена, що Бог пошле французам перемогу.
18 і 22 березня єпископ зібрав у своєму будинку засідателів і зачитав їм витяги з допитів. 24 березня регістр з матеріалами допитів був зачитаний по-французьки Жанні, і вона підтвердила його вірність, уточнивши лише дві деталі. 25 березня єпископ питав Жанну, чи бажає вона надіти жіночу сукню, але вона відмовилася, просячи, щоб їй дозволили відслухати месу в чоловічому одязі.

## Ординарний процес
На засіданні 28 березня були зачитані 70 статей звинувачення, складених Жаном д'Естіве, кожна стаття супроводжувалася витягами з матеріалів допиту Жанни, що дозволяли оцінити показання Жанни та її ставлення до кожного з пунктів звинувачення. Велика частина звинувачень базувалася на свідченнях самої Жанни, але багато, часто вельми безглуздих, виходили з інших невказаних джерел. Ті фактичні обставини, які Жанною відкидалися, в подальшому не фігурували в справі.
Отже, слід тепер, щоб ви, названі судді, щоб розголосили й оголосили її відьмою або ворожкою, лжепророчицею, визивательницею і Заклинательницею злих духів, забобонною, прихильною і пристрастю до магічних мистецтв, зловмисницею і — щодо католицької віри — схизматичкою, сумнівається і помиляються з приводу догмату про Unam Sanctam etc, блюзнірство щодо багатьох інших положень цієї віри. Вона підозрюється в ідолопоклонстві, віровідступництві, лихослів'ї і образами богозневаги до Бога і його святих. Вона — обурлива бунтівниця, і така, що порушує мир, підбурювачка до воєн, злобно голодної крові людської і яке спонукає до її пролиття, повністю і безсоромно відкинула пристойності і стриманість своєї статі, яка прийняла без сорому ганебне вбрання і образ військовий. Тому, і з багатьох інших причин, мерзенних Богу і людям, вона є порушницею божественних і природних законів і церковного благочиння, спокусницею государів і простолюду; вона дозволяла і допускала, в образу і відкидання Бога, щоб її шанували і схилялися їй, даючи цілувати свої руки і одяг, користуючись чужими відданістю і людським благочестям; вона є єретичкою або, щонайменше, сильно підозрюваною в єресі ( З преамбули до 70 статтями обвинувачення )
5 квітня лікарям і знавцям права були передані 12 статей, які представляли собою вилучення з показань Жанни. Найближчими тижнями були отримані висновки від ряду докторів теології та інших юристів
18 квітня єпископ у супроводі групи осіб з'явився в тюрму до Жанни (хворий після отруєння рибою), переконуючи її підкоритися Церкві, а в іншому випадку їй не можна буде надати таїнств.

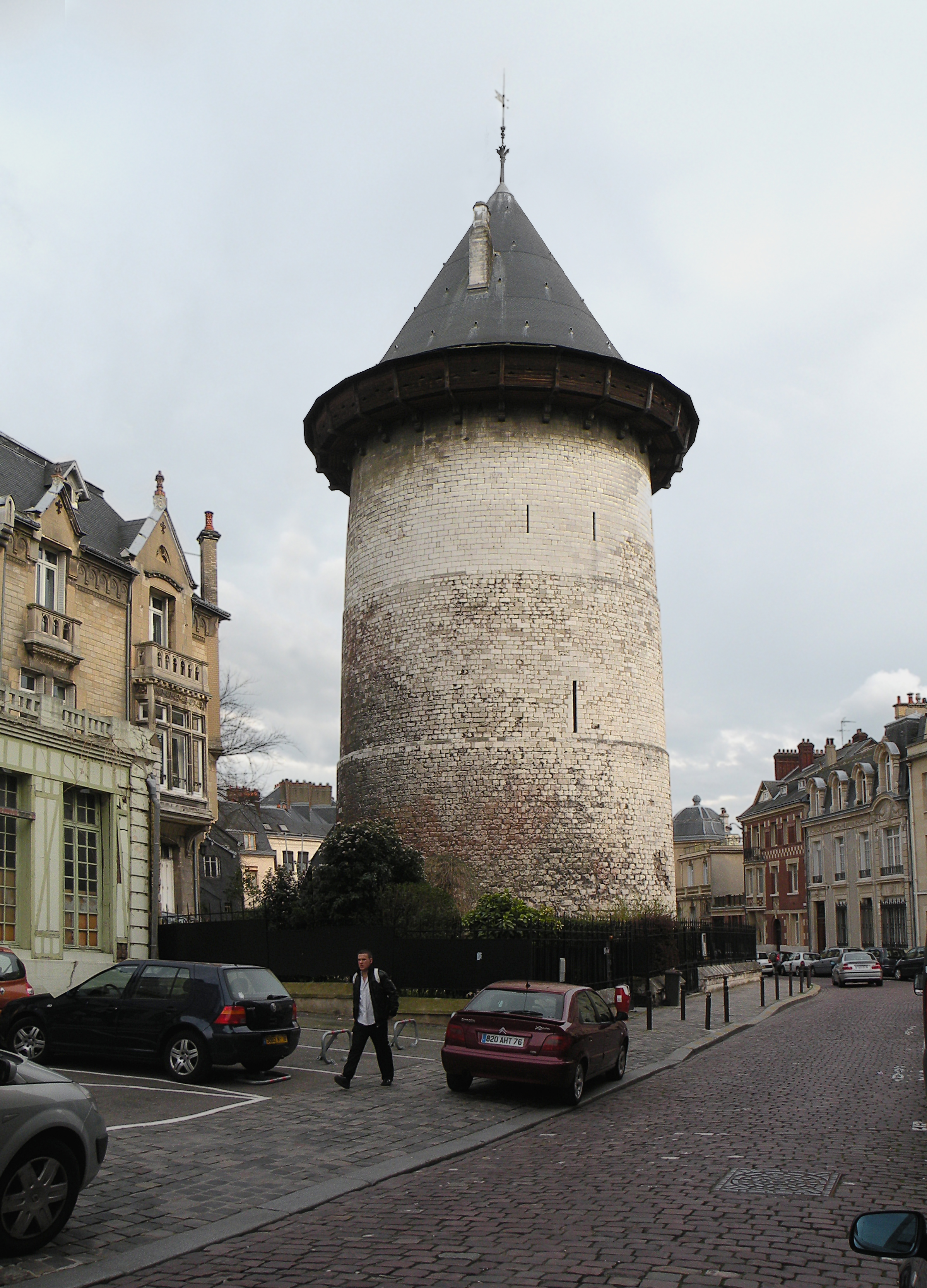
Донжон Руанського замку, де проходило засідання 9 травня

На засіданні 2 травня в палаті Руанського замку в присутності всього складу суду архідиякон зачитав Жанні основні звинувачення проти неї, вона заявила, що вірить у Войовничу Церкви, але в трактуванні її вчинків і промов довіряє тільки Богу.
На засіданні 9 травня у великій вежі Руанського замку , де були присутні кілька суддів, Жанні повідомили, що її можуть піддати тортурам, на що вона заявила, що своїх свідчень не змінить. 12 травня судді обговорювали необхідність тортур, троє суддів висловилися за, 10 — проти катування, тож вони не були застосовані.
На засіданні 19 травня було оголошено послання Паризького університету, що містило висновок у справі Жанни, прийняте 14 травня, з 12 статтями, затвердженими Факультетом теології Паризького університету, із вказівками на гріхи і теологічні помилки Жанни. Після цього були вислухані висновки у справі докторів і магістрів з Руана.

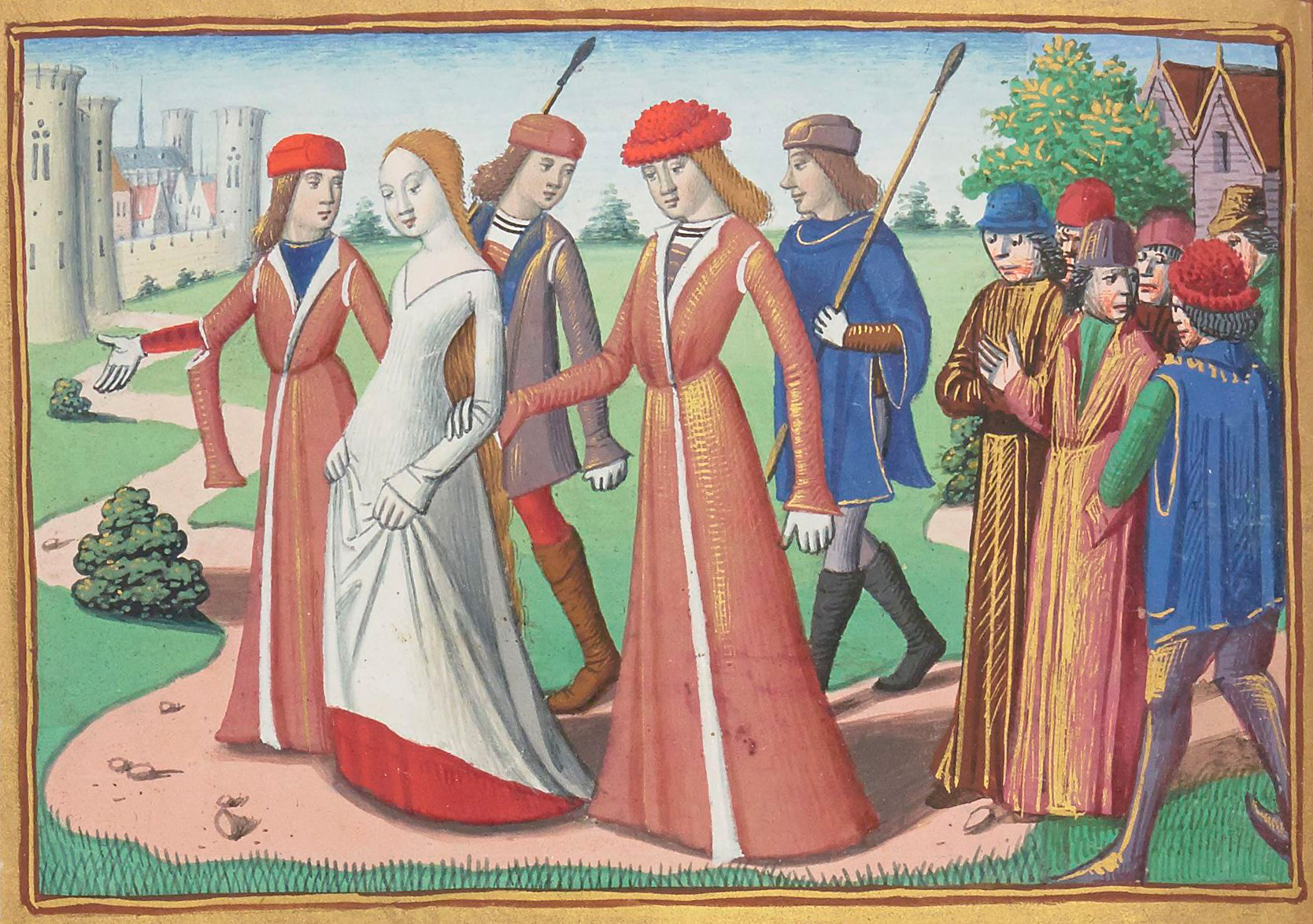
Жанну в жіночій сукні ведуть до суддів. Мініатюра з «Вігілій Карла VI»

23 травня Жанні були оголошені 12 пунктів її основних помилок. У грамоті зазначалося:
1. Слова Жанни про явища їй ангелів і святих — або вигадки, або походять від диявольських духів.
2. Явлення ангела, який приніс корону королеві Карлу — вигадка і посягання на ангельський чин.
3. Жанна легковірна, якщо вважає, що за благою порадою можна розпізнати святих.
4. Жанна забобонна і самовпевнена, вважаючи, що може передбачати майбутнє і впізнавати людей, яких раніше не бачила.
5. Жанна порушує божественний закон, вдягаючи чоловічий одяг[30].
6. Вона спонукає перебити ворогів, причому стверджує, що робить це з волі Божої.
7. Покинувши рідний дім, вона порушила заповіт про шанування батьків.
8. Її спроба втекти, зістрибнувши з вежі Боревуар, була проявом відчаю, який веде до самогубства.
9. Посилання Жанни на запевнення святих, що вона неминуче потрапить до раю, якщо збереже незайманість, безрозсудна і суперечить основам віри.
10. Твердження, що святі говорять по-французьки, бо вони не на боці англійців, блюзнірство по відношенню до святих і порушує заповідь любові до ближнього.
11. Вона — ідолопоклонниця, що викликає демонів.
12. Вона не бажає покластися на суд Церкви, особливо в питаннях про одкровення.

24 травня на площі на кладовищі абатства Сент-Уан (біля приготованого заздалегідь багаття) доктор теології Гійом Ерар виголосив проповідь, після чого, згідно з документами процесу, Жанна погодилася підписати зречення і підкоритися всьому, що накаже Церква, після чого єпископ оголосив вирок — нести покаяння у вічному ув'язненні «на хлібі страждання і воді скорботи», і Жанна переодяглася в жіночу сукню.
28 травня судді з'явилися в місце ув'язнення Жанни і зафіксували, що вона знову одягла чоловічий одяг, причому сказавши, що зробила це за власним бажанням. Після цього Жанна заявила, що всі її слова 24 травня були викликані лише страхом перед вогнем, і вона погано усвідомлювала, в чому сенс її зречення.
На засіданні суду 29 травня судді підтвердили факт рецидиву єресі і постановили передати Жанну світському правосуддю. 30 травня остаточний вирок про відлучення від Церкви як віровідступниці і єретички і передання світському правосуддю було оголошено на площі Старого Ринку в Руані. У той же день Жанну було страчено.

## Після вироку

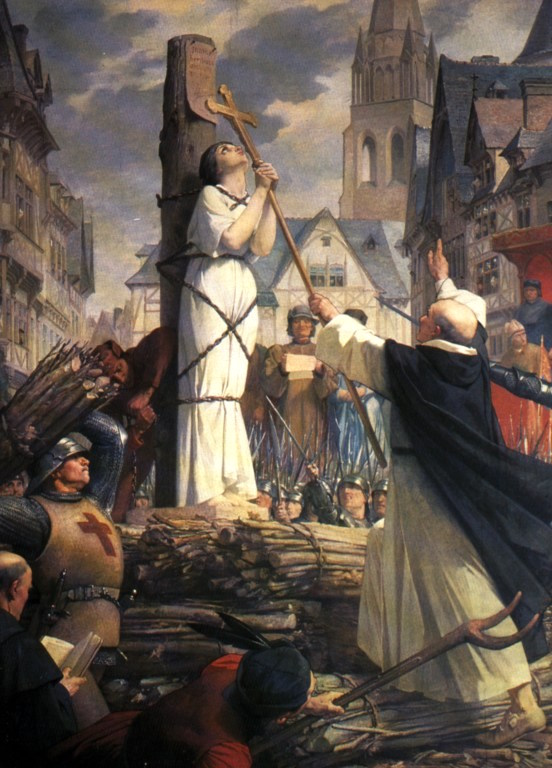
Страта Жанни. Картина П.Ленепве, 1889

7 червня судді зібрали і письмово зафіксували деякі відомості про останні слова Жанни, сказаних нею перед смертю. За словами декількох осіб, Жанна заявляла, що голоси обдурили її, обіцяючи, що вона буде звільнена з в'язниці, чого не сталося; що не було ніякого ангела, який приніс корону від Бога Карлу, а тим ангелом була вона сама, що дала йому обіцянку коронування, а інші ангели були у вигляді «деяких вельми дрібних частинок». Крім того, перед стратою вона прохала вибачення у англійців і бургундців, яких вона наказувала вбивати і переслідувати.

## Проблема першоджерел
Первісний запис вівся під час слухань одночасно обома нотаріусами — Буагільомом і Маншоном, на допомогу їм було надано також Ніколя Такела, — давньофранцузькою мовою (іншої Жанна не знала). Пізніше всі три результату порівнювалися між собою і складався єдиний «французький протокол» (т. Н. Minutes françaises), який зберігся до нашого часу. Одна з копій цього протоколу зберігається у Французькій Національній бібліотеці (манускрипт д'юрфе, ms. Lat. 8828), інша — в Бібліотеці Орлеана (Орлеанський манускрипт ms 518) (Normandie, p.   311)
Його латинський переклад був здійснений уже після смерті Жанни нотаріусом Маншоном і Тома де Курсель. Цей первісний переклад не зберігся, однак існують п'ять його копій, дві — пізні за часом, і три, які походять безпосередньо з XV століття, оскільки всі вони завірені особистою печаткою єпископа П'єра Кошону. Ці три копії ідентичні, найкраща з них зберігається в Бібліотеці Національної Асамблеї Франції, номер зберігання — MS Latin 5965. Дві інші — ms. lat. 5965 і 5966 знаходяться в Національній Бібліотеці Франції (BnF) (Normandie). Істотних відмінностей і спотворень в латинському перекладі не відзначають. Цікаво, що сам факт зникнення початкового латинського тексту і наявність печаток Кошону на збережених копіях дав поживу для прихильників «нової теорії», які оголосили це доказом дворушництва і підробки документів з боку суддів.
Про час виготовлення латинського перекладу немає єдиної думки, оскільки троє сучасників, які свідчили про це на процесі реабілітації — Гійом Маншон, Симон Шапіто і Ніколя Такела, висловлюються більш ніж туманно — «багато пізніше смерті сказаної Жанни». Спроби встановити цей час за непрямими даними привели до різноголосся серед дослідників — якщо фахівці початку XIX століття (де Вірвілль, Жан Фрекен) відносили його до часу між 30 травня 1431 року (страта) і серпнем 1432 року, більш пізні — Деніфль і Шатлен припускали 1435 рік. Сучасні дослідники схиляються радше до першої думки, оскільки Кошон перестав був єпископом бовеським 29 січня 1432 року (згідно з папською буллою, датованою цією датою) і офіційно прийняв єпископство Лисиче 8 серпня 1432 року. Також Тома де Курсель відправився в Рим з Редіна не пізніше жовтня 1431 року, повернувшись чотирма роками пізніше, він остаточно порвав з англійської партією, переметнувшись на сторону Карла VII вже того літа 1431 року, представляється найбільш оптимальним рішенням проблеми датування.
Перше видання матеріалів процесу, в основу якого була покладена копія MS Latin 5965, було здійснено Жюлем Кішра в 1841—1849 роках, з тих пір вони неодноразово перевидавалися і перекладалися французькою мовою.
Переклади матеріалів процесу:
- The Trial of Jeanne d'Arc translated into [Архівовано 14 листопада 2014 у Wayback Machine.] English from the original Latin and French documents by WP Barrett. (Теж, на іншому сайті [Архівовано 22 березня 2019 у Wayback Machine.])
- The Trial of Joan of Arc, translated and introduced by Daniel Hobbins, Harvard University Press, Cambridge, Massachusetts, 2005 (ISBN 0-674-02405-2)
- Процес Жанни д'Арк: Матеріали інквізиційного процесу / Пер., Коммент., Стаття А. Б. Скакальський. — М.; СПб.: Альянс-Архео, 2008. — 496 стор. (ISBN 978-5-98874-014-8) (в коментарях: Скакальський 2007)

Дослідження:
- Райцес В. І. Процес Жанни д'Арк. Л., 1964.